# 肯納尼薩·貝克勒
肯納尼薩·貝克勒（英語：Kenenisa Bekele，1982年6月13日—）是衣索比亞男子田徑運動員，同時保持10000米及5000米的世界紀錄及夏季奧林匹克運動會紀錄，他在2004年荷蘭的亨厄洛以12分37秒35打破世界紀錄，並於2008年北京奧運以12分57秒82打破保持了24年的奧運紀錄，被認為是有史以來最好的長跑運動員。

## 外部連結
- 肯納尼薩·貝克勒在国际奥林匹克委员会的资料
- 肯納尼薩·貝克勒在的頁面
- 肯納尼薩·貝克勒的Facebook專頁
- 肯納尼薩·貝克勒的Instagram帳戶